# Auvergnatische Pyramide

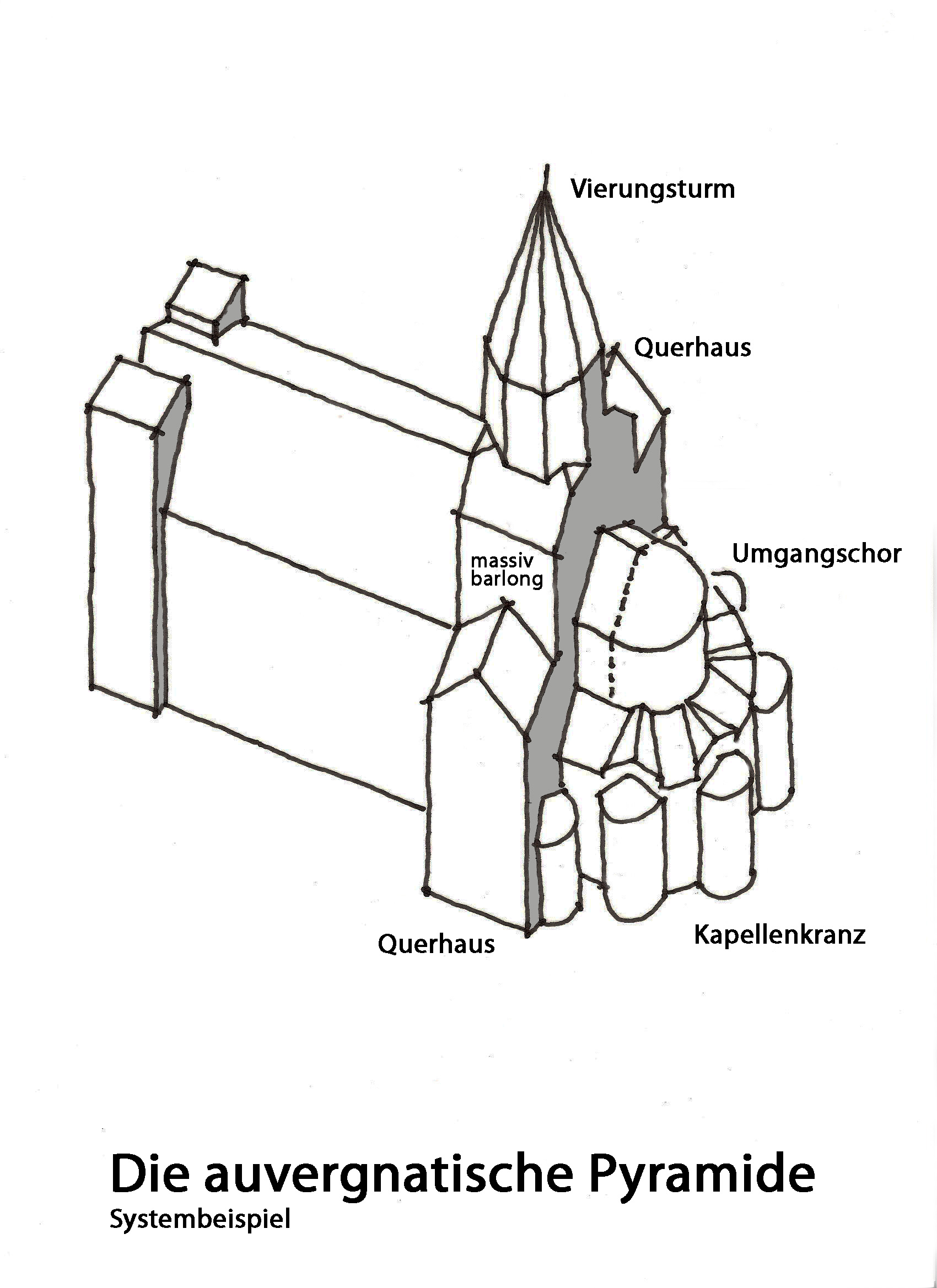
Auvergnatische Pyramide, Systembeispiel

Unter auvergnatische Pyramide versteht man die charakteristische Ausgestaltung der Ostpartie bei den sechs erhaltenen romanischen Hauptkirchen in der zentralfranzösischen Landschaft Limagne innerhalb der Auvergne. Die auvergnatische Pyramide gilt als ein charakteristisches Merkmal der auvergnatischen Romanik bzw. der auvergnatischen Bauschule.

## Stiltypische Hauptkirchen

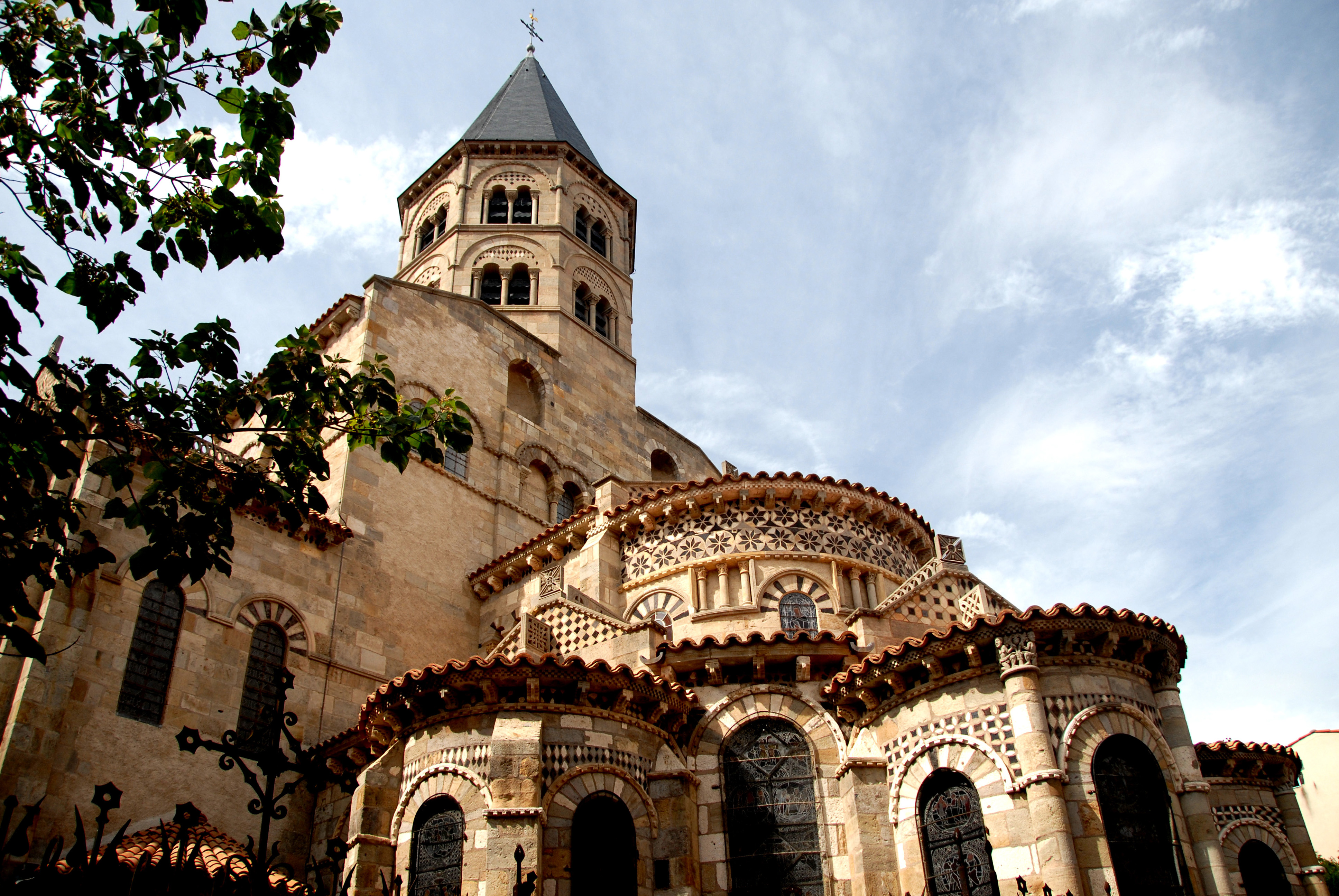
Notre-Dame du Port, von Südosten

Es handelt sich um die Kirchen (in Reihenfolge ihrer Größen):
- Pfarrkirche St-Saturnin
- Wallfahrts- und Prioratskirche Notre-Dame-du-Mont-Cornadore de Saint-Nectaire
- Kirche Notre-Dame d’Orcival
- ehem. Wallfahrts- und Stiftskirche Notre-Dame-du-Port de Clermont-Ferrand
- ehem. Abteikirche Saint-Pierre und Saint-Caprais de Mozac
- Kirche Saint-Austremoine d'Issoire.

Die „Mutterkirche“ dieser Hauptkirchen (französisch Église majeure d’Auvergne) ist die vorromanische Kathedrale von Clermont-Ferrand, die einem gotischen Neubau weichen musste. Die Kirche von Mozac hat ihre ursprüngliche auvergnatische Pyramide verloren.

## Charakteristika
Die auvergnatische Pyramide besteht im Wesentlichen aus den östlichen Baugliedern der Kirchen, die sich untereinander harmonisch abgestuft auftürmen und stufenartig übereinander geschichtet sind, und zwar:
- 1. die Apsidialkapellen der Querhausarme,
- 2. der Kapellenkranz mit mindestens drei Radialkapellen (ausgenommen Saint-André de St-Saturnin)
- 3. der Chorumgang, auch Ambulatorium genannt,
- 4. der Hochchor, meist aus einer Chorapsis und einem Chorjoch, dem sich das Querhaus, mit einer Vierung und zwei Querhausarmen unmittelbar anschließt,
- 5. das Massif barlong und zuletzt
- 6. der achteckige zweigeschossige Glockenturm, mit einem meist hölzernen Turmhelm in Form einer achteckigen Pyramide.

In Letzterem laufen alle aufsteigenden Linien zusammen. Um diese Linienführung zu unterstreichen, ist das Massif barlong sogar an den Seiten abgeschrägt.

### Ausformulierung der Konstruktion

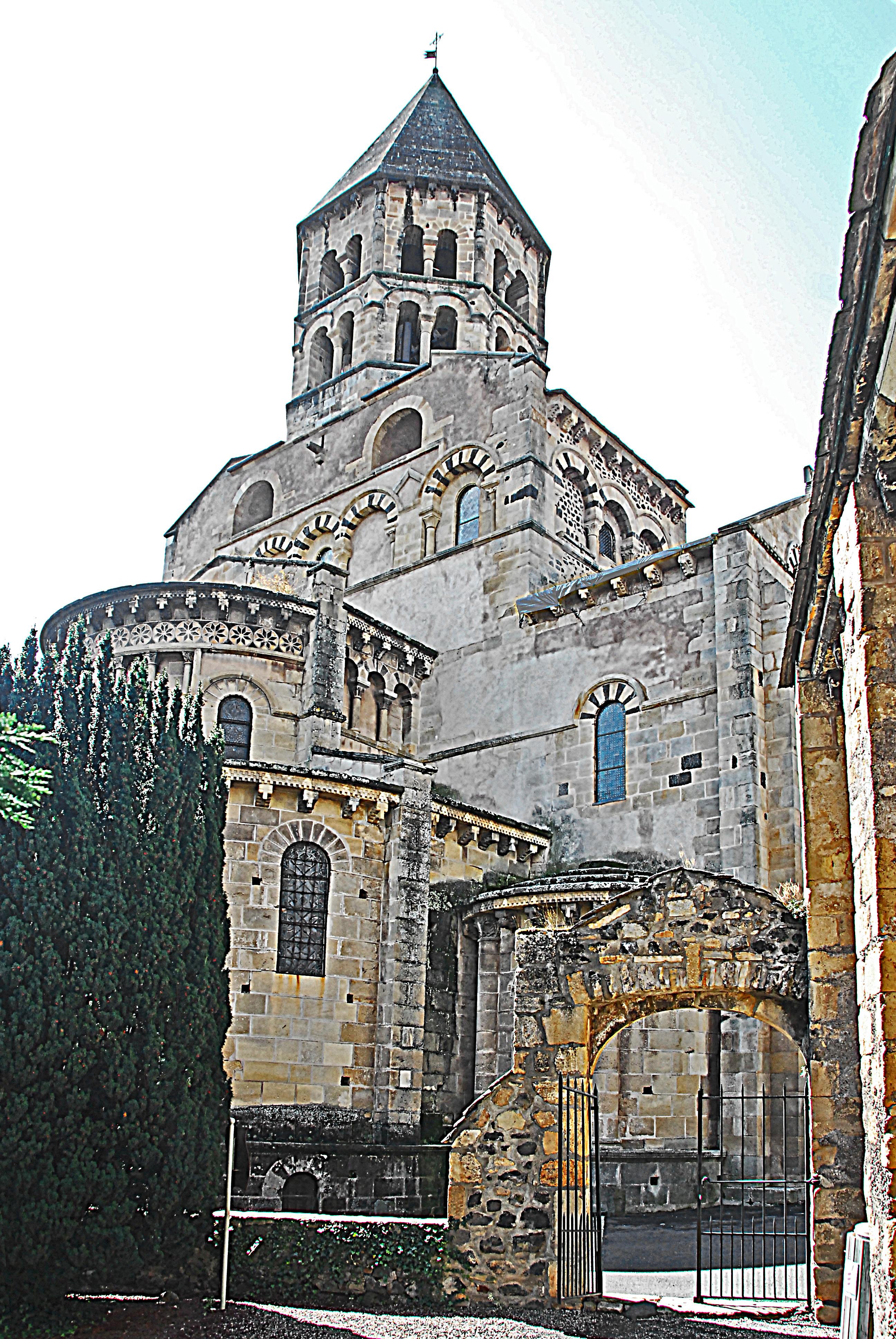
St-Saturnin von NO

Die im Grundriss stets oktogonalen und zweigeschossigen Vierungsglockentürme wie auch die gesamten Pyramiden zählen zu den unverwechselbaren Kennzeichen auvergnatischer Kirchen der Romanik. Beide Turmgeschosse sind auf allen Seiten von Zwillingsarkaden durchbrochen. Sie dienen als Klangarkaden, auch Schallluken genannt, für das Geläut im Turm. Bis auf die Kirche von Saint-Saturnin haben alle Hauptkirchen in der Revolution ihre Vierungstürme verloren, was dazu geführt hat, dass heute nur mehr oder weniger gelungene Rekonstruktionen über den Vierungen aufragen.
Auch der architektonische Schmuck der Chorwände in Saint-Saturnin ist reicher, als bei den anderen Kirchen der Region. Rundbogige Fensteröffnungen und Blendarkaden lockern die Wandflächen auf. Seltsam für die romanische Architektur erscheinen rechteckige Nischen, die jeweils von drei Säulchen in zwei Felder unterteilt sind. Sie sollen aus der karolingischen Epoche übernommen worden sein. Noch weiter zurück, das heißt bis in die gallo-römische oder frühchristliche Zeit, reichen die Ursprünge der häufig anzutreffenden Inkrustationen aus Mosaikplatten in verschiedenen Formen und kontrastreichen Farben, die auch großflächige Wandabschnitte mit ornamentalen Mustern schmücken.

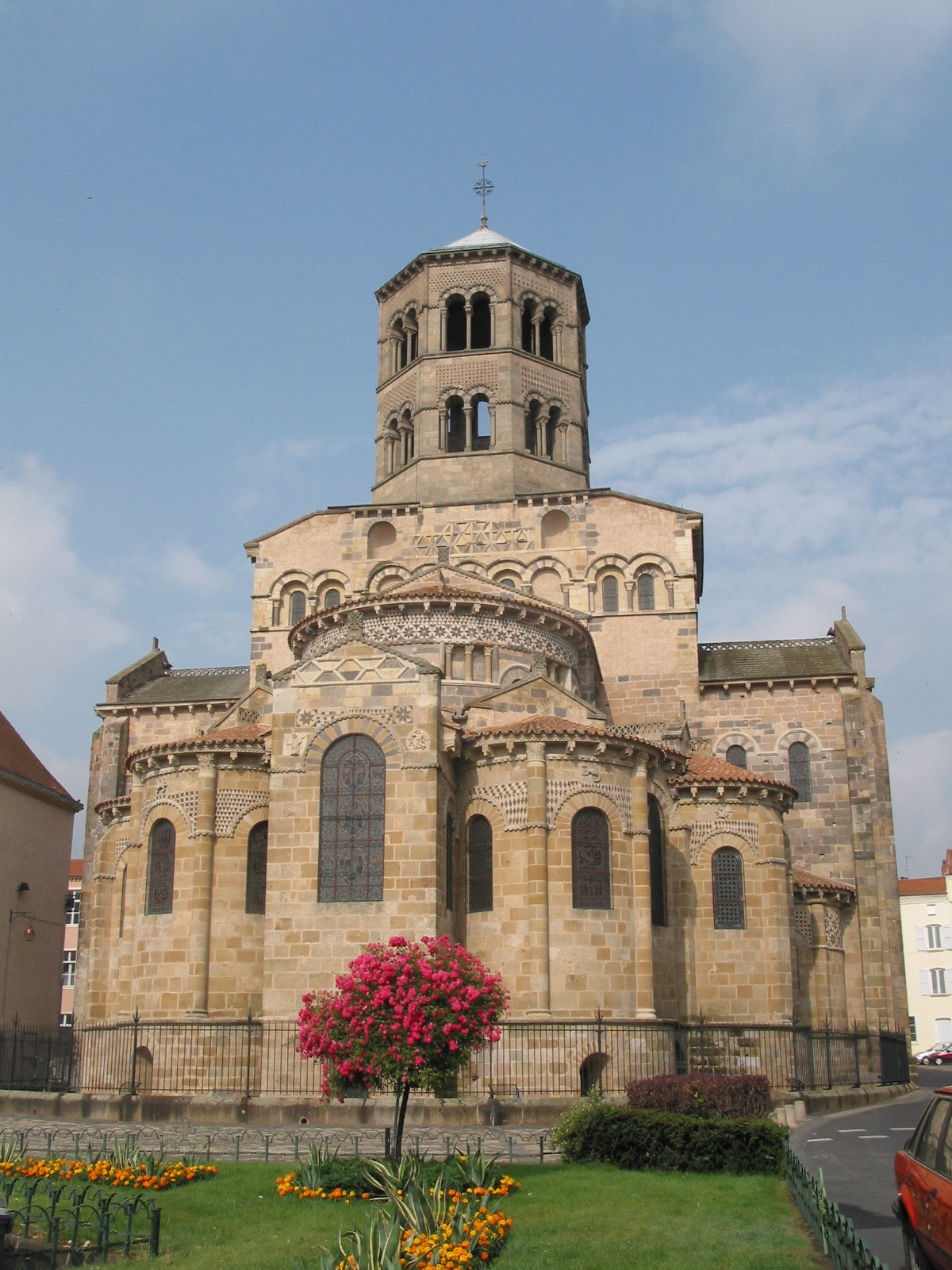
St-Austremoine d'Issoire, von Osten

Zu den oben aufgeführten Abstufungen der östlichen Bauglieder kann bei einigen Kirchen, wie etwa Notre-Dame d'Orcival, noch eine weitere hinzugefügt werden, nämlich eine erste Stufe, die aus dem Terrain ungewöhnlich hoch aufragende Krypta, deren Wandoberflächen sockelartig über den erdgeschossigen Umriss vortreten (siehe Handskizze).